# Береговая улица (Шувалово)
Берегова́я улица — улица в Выборгском районе Санкт-Петербурга. Меридиональная улица в исторических районах Шувалово и 1-е Парголово. Проходит от реки Каменки за Набережную улицу. Продолжает на север Староорловскую улицу.

## История
Название улицы известно с 1920-х годов. Оно связано с расположенным рядом Большим Нижним Суздальским озером.

## Пересечения
С юга на север (по увеличению нумерации домов) Береговую улицу пересекают следующие улицы:
- переход Береговой улицы в Староорловскую улицу по Староорловскому мосту через реку Каменку;
- Набережная улица — примыкание.

## Транспорт
Ближайшие к Береговой улице станции метро — «Проспект Просвещения» (около 2,35 км по прямой от начала улицы) и «Озерки» (около 2,8 км по прямой от начала улицы) 2-й (Московско-Петроградской) линии.
Движение наземного общественного транспорта по улице отсутствует.
Ближайшая к Береговой улице железнодорожная станция — Шувалово (около 1,2 км по прямой от начала улицы).